# Арабский конгресс (1913)
Первый арабский конгресс (араб. المؤتمر العربي الأول‎) — конгресс арабских общественных организаций, проходивший 18—23 июня 1913 года в Париже.

## Ход работы
Был созван по инициативе группы арабских студентов, входивших в тайное общество «Молодая Аравия». Кроме них, участие приняли представители Партии децентрализации, Бейрутской лиги реформ и др.
По предложению инициативной группы должен был рассмотреть вопрос о сопротивлении колониальным притязаниям в арабских странах. Однако под давлением принимавших участие компрадорских элементов этот вопрос с повестки дня был снят.
Был рассмотрен вопрос арабо-турецких противоречий.

## Итоги
Способствовал активизации деятельности арабских националистов. В своих решениях потребовал обеспечения участия арабов в управлении Османской империей, осуществления децентрализации империи, широкой автономии арабских провинций, равноправия арабского языка с турецким и т. п. Резолюции были вручены правительствам Великобритании и Франции.
При посредничестве Франции в июле 1913 года в Париже было заключено соглашение с турецкой партией «Единение и прогресс» о проведении реформ в арабских провинциях. Однако османское правительство затягивало проведение реформ, а затем, воспользовавшись началом Первой мировой войны, отказалось от них и подвергло арабских националистов репрессиям. Их лидер аз-Захрави и другие активисты были казнены.